# Missile antichar
Pour les articles homonymes, voir missile (homonymie).

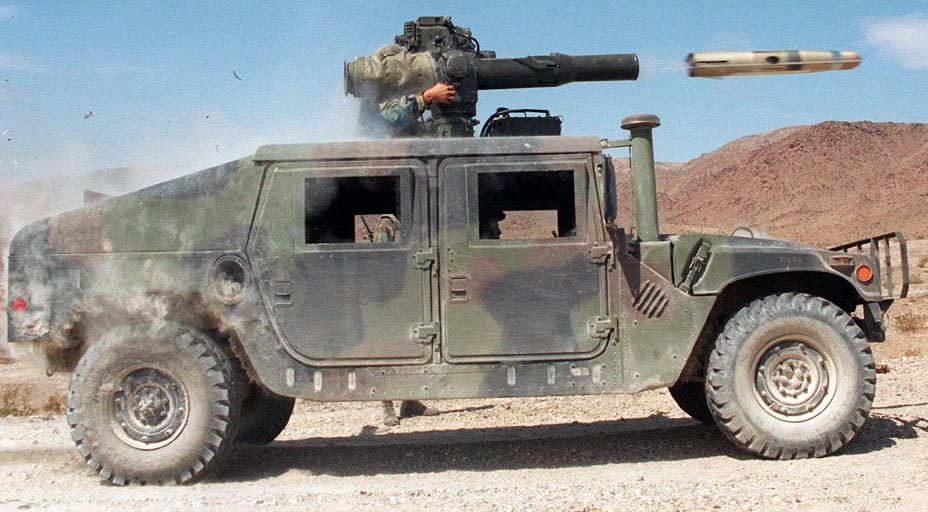
Tir d'un missile antichar TOW filoguidé depuis un HMMWV

Un missile antichar est un missile destiné à détruire un char. Ces missiles peuvent être tirés :
- depuis un système léger porté par des fantassins
- depuis un véhicule blindé
- depuis un aéronef, hélicoptère de combat, drones ou un avion

Il est fréquent que le même missile puisse être au choix mis en œuvre d'une des trois façons indiquées ci-dessus.

## Historique

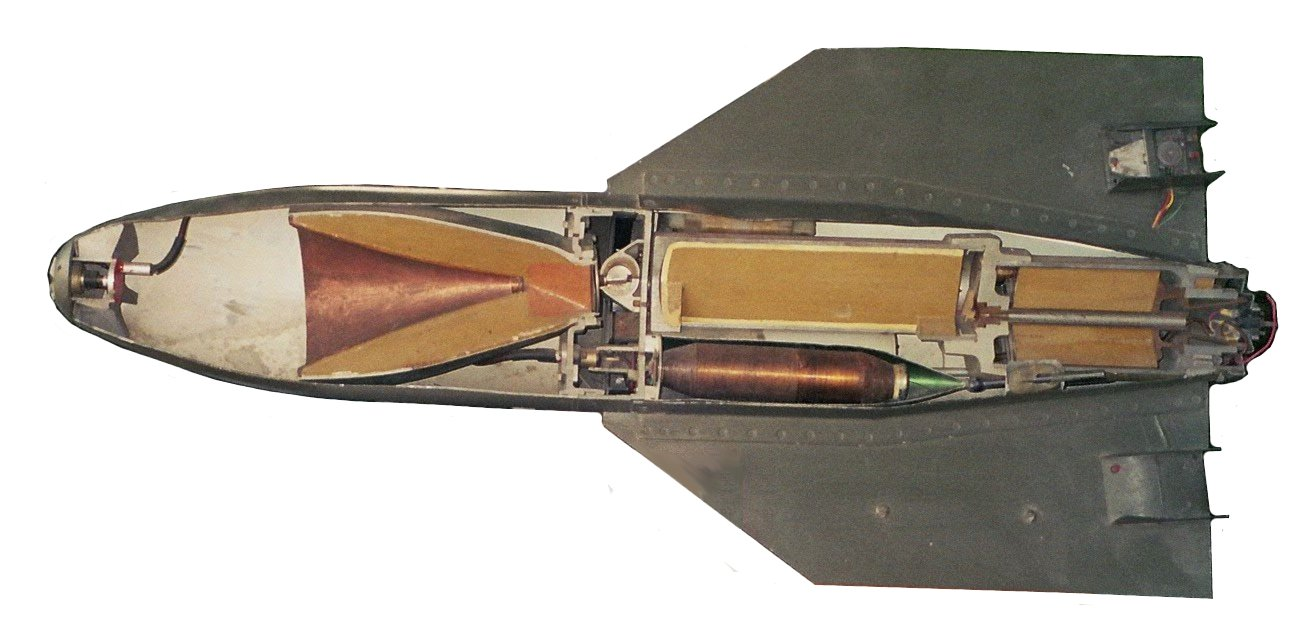
Coupe d'un missile antichar français ENTAC de première génération, entré en service dans les années 1950

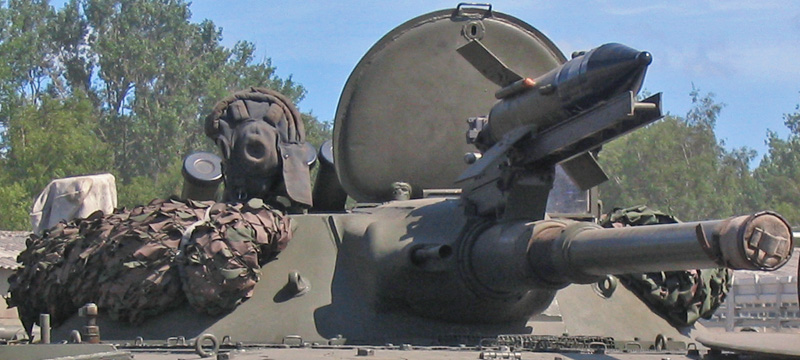
AT-3 soviétique sur un BMP-1

Les missiles antichars font leur apparition dans les années 1950, avant de se généraliser dans la décennie suivante avec la miniaturisation des systèmes de guidage.
Ce fut en 1955 qu'entra en service le premier missile antichar opérationnel, il s'agit du SS.10 français à téléguidage manuel. Les ATGM de première génération utilisent un type de guidage de commande appelé Commande manuelle sur ligne de visée (MCLOS). Cela nécessite une intervention continue d'un opérateur utilisant un joystick ou un système de contrôle similaire pour diriger le missile vers une cible. Un des gros inconvénients de ceci est qu'un opérateur doit garder le réticule du viseur sur une cible, puis diriger le missile dans le réticule, c'est-à-dire la ligne de visée. Pour ce faire, un opérateur doit être bien formé (passant de nombreuses heures sur simulateur) et doit rester immobile et avoir un visuel sur sa cible pendant le temps de vol du missile. De ce fait, l’opérateur est très vulnérable lorsqu’il guide le missile. En plus de la faible probabilité de destruction, d'autres problèmes avec les ATGM de première génération incluent une vitesse de missile lente, une portée efficace minimale élevée. Les premiers produits massivement le sont par les Soviétiques avec le 9M14M Malyutka avec une mise en service en 1963, ce missile est encore utilisé par plusieurs armées en 2024 dont la Chine sous le nom de HJ-73.
Les missiles à commande semi-automatique guidée vers la ligne de mire ou à commande semi-automatique sur ligne de visée (SACLOS) de deuxième génération nécessitent qu'un opérateur ne garde le viseur sur la cible que jusqu'à l'impact. Les commandes de guidage automatique sont transmises au missile par fil ou par radio, ou le missile s'appuie sur un marquage laser ou une vue d'une caméra de TV depuis le nez du missile. Dans cette génération les modèles les plus connus sont le russe 9M133 Kornet, le LAHAT (en) israélien, la version hors de la portée visuelle (NLOS) du Spike israélien et les missiles américains Hellfire I. L'opérateur doit rester immobile pendant le vol du missile.
Les missiles à téléguidage automatique entrent en service en 1970 avec le missile TOW américain. Dans les années 2000, des missiles à capacité « tire et oublie » sont développés mais leur coût est bien plus important que les précédents.
Comme les roquettes antichars, leur charge offensive est une charge creuse ; ils diffèrent néanmoins des roquettes par leur guidage en cours de vol et une phase de propulsion souvent plus longue. Leur système de guidage leur permet d'engager des cibles à des distances bien supérieures à celles des roquettes.

## Typologie

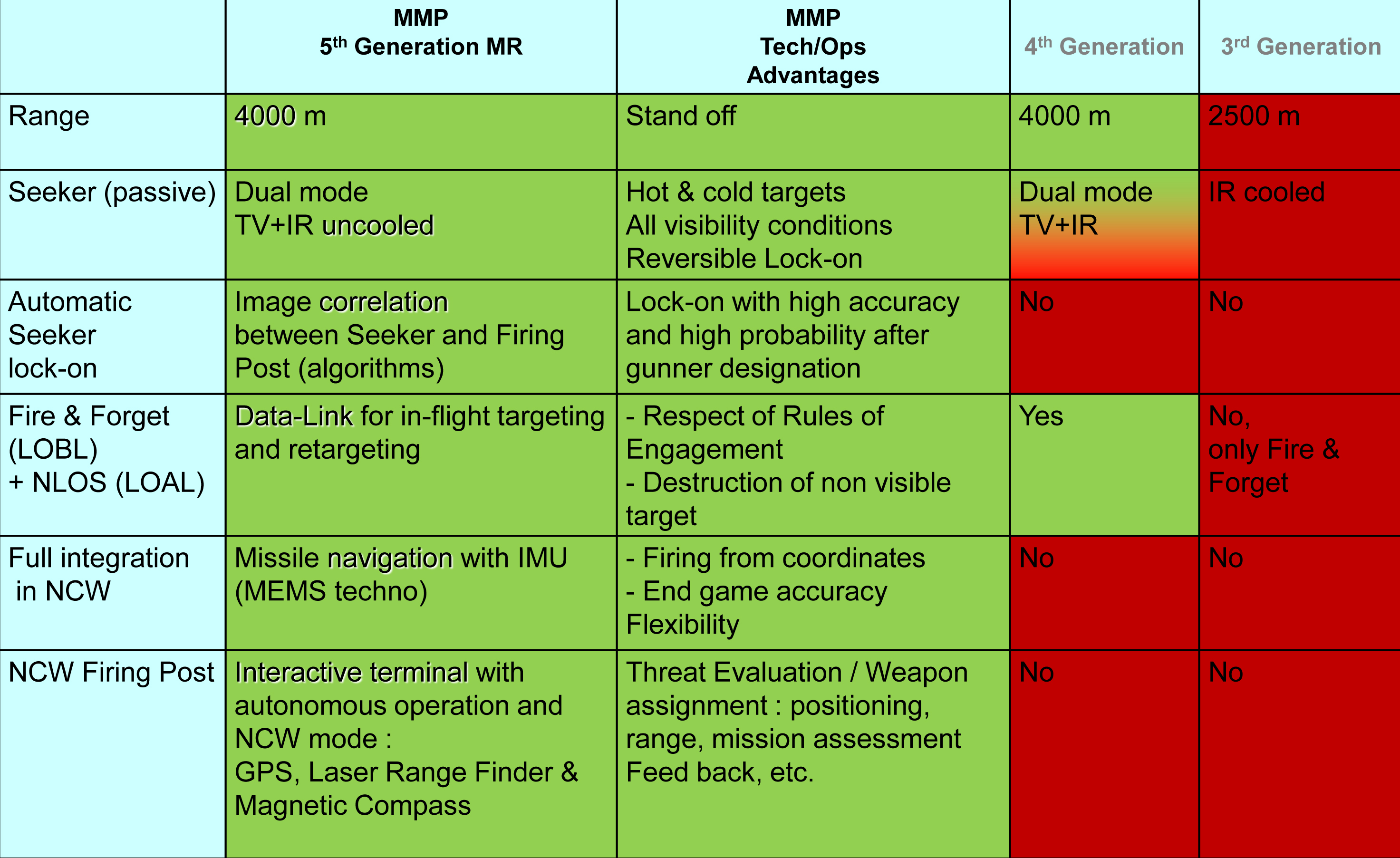
Caractéristiques des différentes générations de missiles

De nombreuses armées se sont dotées de cette arme, qui se décline en plusieurs types :
- Les missiles courte portée — comme l'Eryx français — ou moyenne portée (Milan français) traquent leur cible par un guidage infrarouge, dont le faisceau est émis par le lanceur ;
- Le missile moyenne portée de nouvelle génération à trajectoire oblique tel le Javelin américain sont plus gros et verrouillent leur cible par radar. Ils prennent ensuite de l'altitude et percutent le blindé par le toit, généralement beaucoup moins protégé que les côtés (voir blindage réactif).
- Les missiles longue portée filoguidés tels le HOT franco-allemand de 2e génération, plus lourd que les précédents et  ; la France, le Royaume-Uni et l'Allemagne avaient commencé dans les années 1980 le développement d'un missile antichar de 3e génération tire et oublie appelé AC3G en français, Trigat en anglais, PARS3 en allemand. Prévu pour être décliné en deux versions (moyenne et longue portée), il devait équiper respectivement des véhicules terrestres et l'hélicoptère  Tigre d'EADS. En août 2006, seule la version PARS3 LR (Long Range ou Lange Reichweite) a été commandée par le BWB au consortium réunissant MBDA et la société allemande DBD (Diehl BGT Defence).

On considère aujourd'hui les catégories de missiles aujourd'hui surtout selon leur masse, s'ils peuvent être maniés par des fantassins, ou devant être utilisés depuis un porteur terrestre ou un aéronef.

## Par pays

### Allemagne

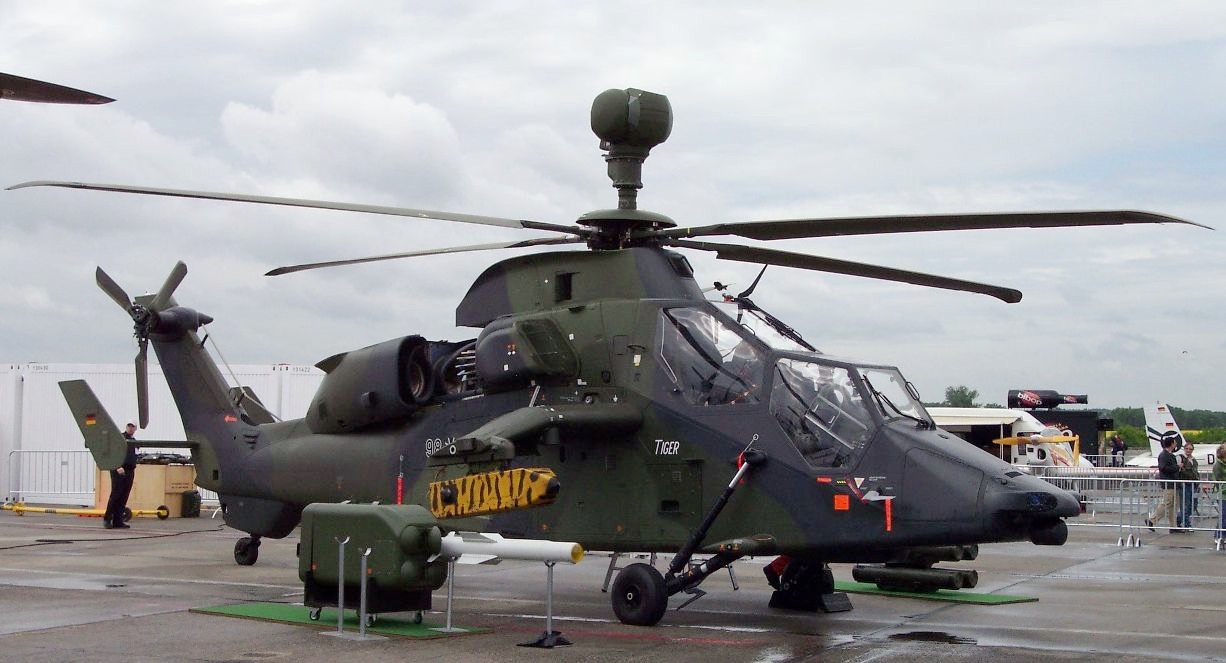
Tigre allemand armé avec un Trigat-LR

- Trigat-LR - déployé sur hélicoptères Eurocopter EC665 Tigre

### Afrique du Sud
- Mokopa - déployé sur hélicoptères Denel AH-2 Rooivalk

### 

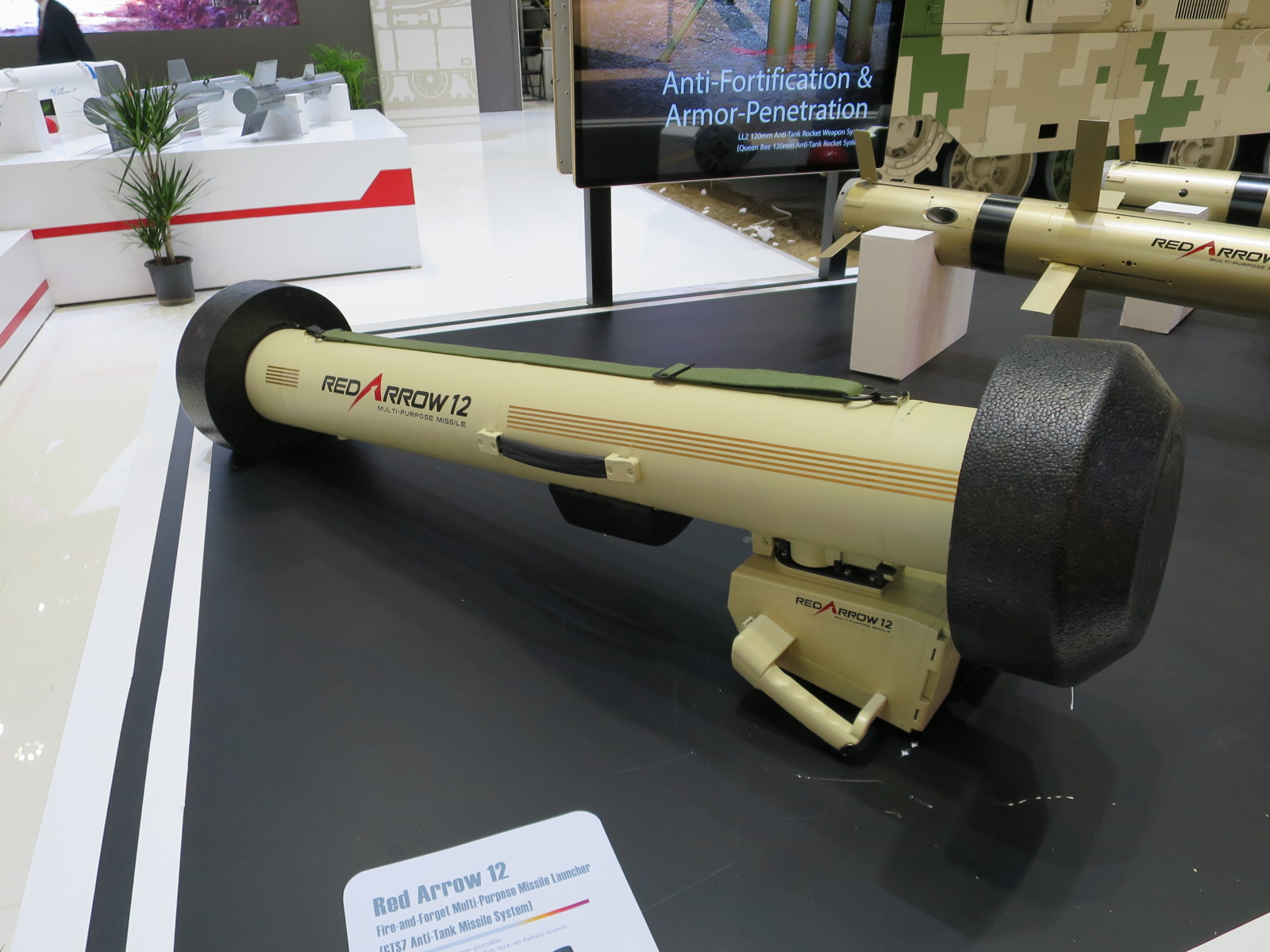
Lanceur Hongjian Red Arrow-12 (missile HJ-12 en arrière plan)

### Argentine
- Mathogo (en)

### Australie/Royaume-Uni
- Malkara (en) (retiré du service)

### Biélorussie
- Shershen

### Brésil
- MSS-1.2 (en)
- FOG-MPM (en)

### Chine
- CM-501G (en)
- HJ-73 Hongjian Red Arrow-73
- HJ-8 (en)
- HJ-9 (en)
- HJ-10 (en)
- HJ-12
- PF-98 (en)

### Corée du Sud
- AT-1K Raybolt

### Espagne
- C90CR
- Alcotán-100

### États-Unis

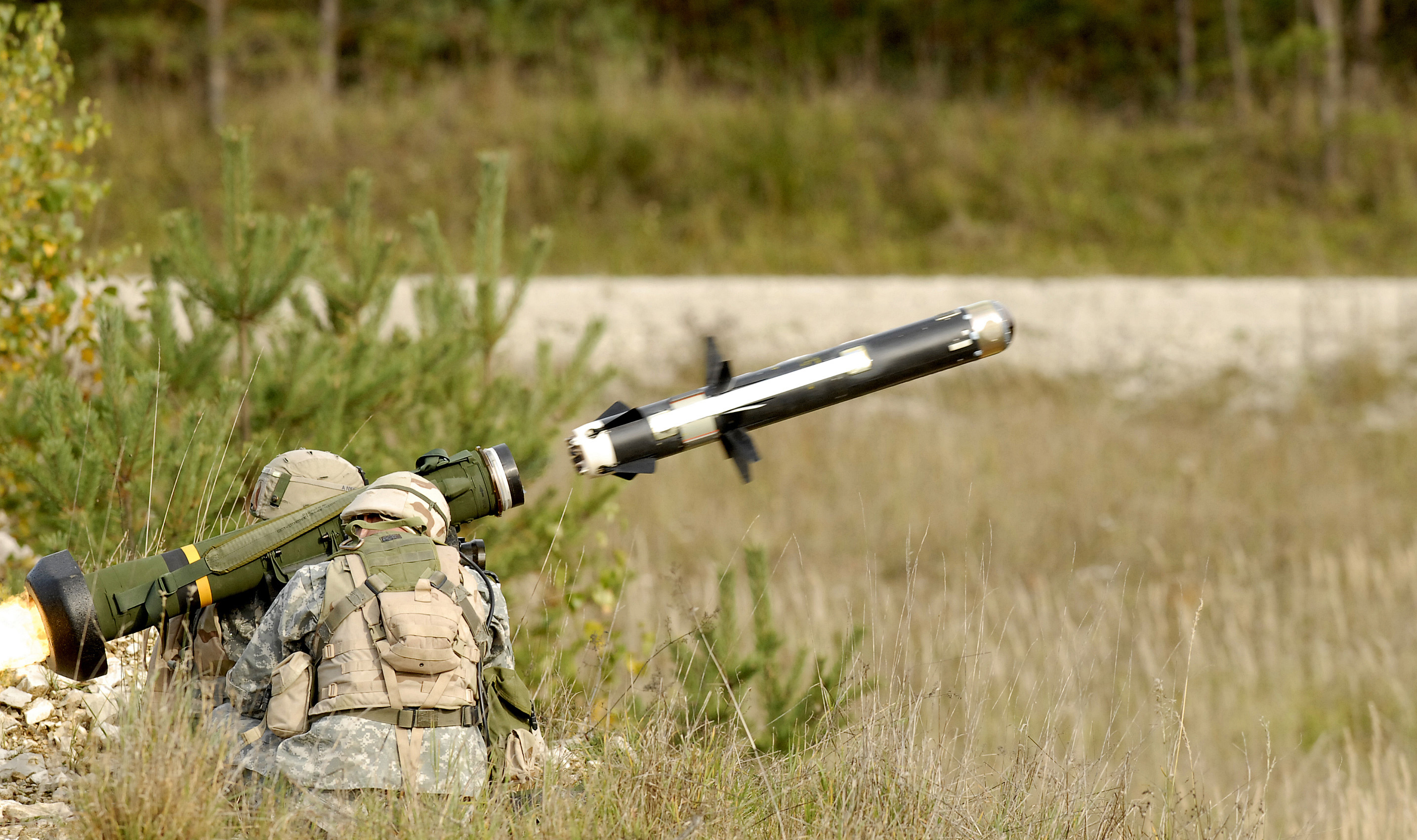
Javelin.

- SSM-A-23 Dart (premier projet de missile antichar américain, échec)
- FGM-77 Dragon (retiré du service)
- FGM-148 Javelin (en service)
- FGM-172 SRAW (en service)
- BGM-71 TOW (en service) - déployé sur les véhicules et hélicoptères
- AGM-114 Hellfire (en service) - déployé sur les véhicules et aéronefs

### France

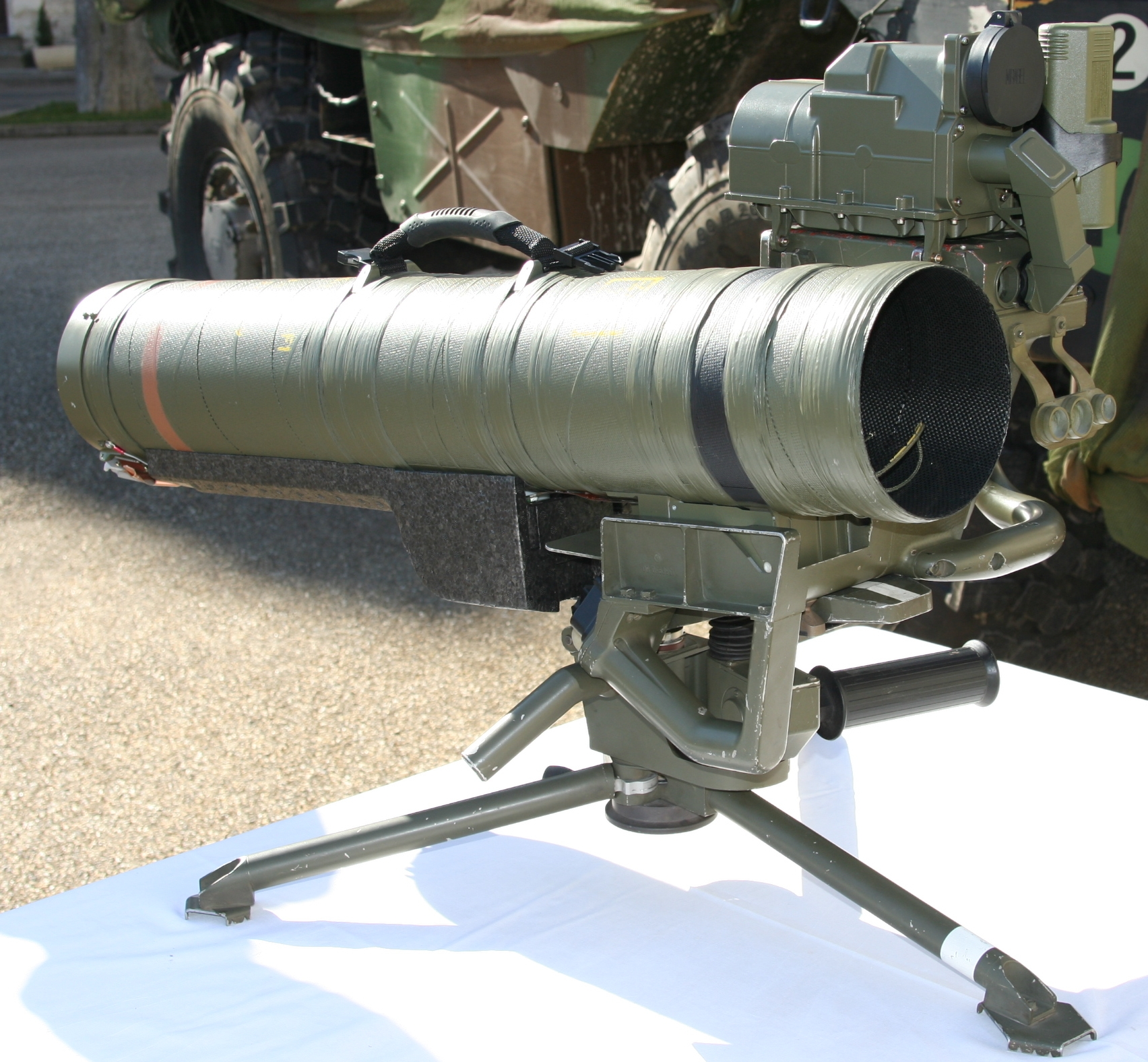
ERYX.

- Nord SS.10 (1955) (retiré du service)
- ENTAC (1957) (retiré du service)
- Nord SS.11 (1958) (retiré du service)
- RAC 112 APILAS (1985)
- AKERON MP (2017) (anciennement appelé MMP)

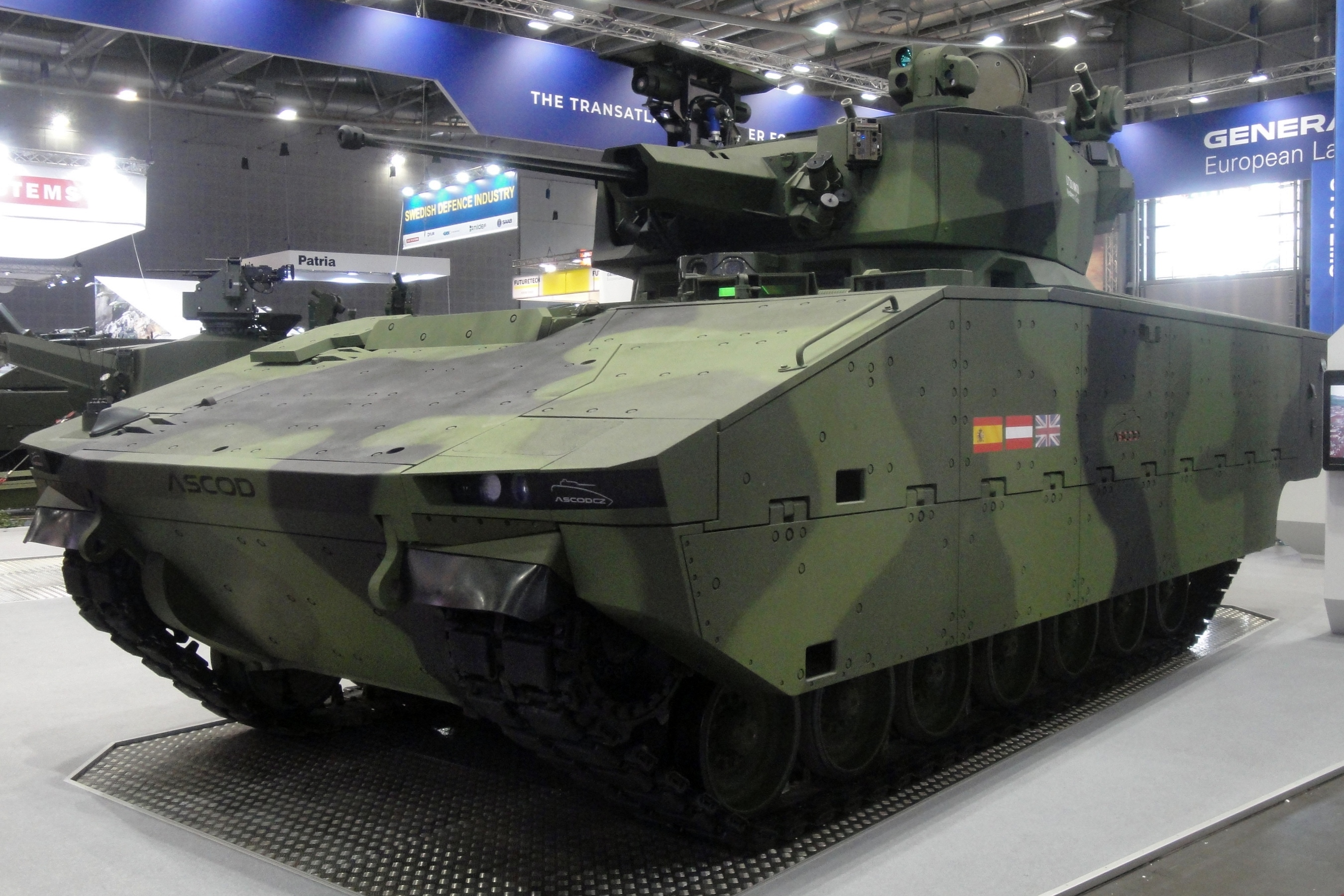
Tourelle de l'ASCOD avec missile antichar Spike

### France/Canada
- ERYX (1991)

### France/Allemagne de l'Ouest
- MILAN (1972) (retiré du service)
- HOT (1978)

### Hongrie
- Hungarian 44M (en)

### Inde
- DRDO Anti Tank Missile (en)
- Amogha-1
- Nag (en)
- MPATGM (en)
- SAMHO (en)

### Iran
- RAAD (en)
- Dehlavieh (en)
- Saegheh (en)
- Toophan
- Sadid-1 (en)
- Sadid-345 (en)
- Qaem (en)
- Akhgar (en)
- Almas (en)

### Israël
- Spike
- MAPATS
- LAHAT (en) (Nimrod (en))

### Italie
- Mosquito (en) (retiré du service)

### Japon
- Type 01 LMAT (en)
- Type 64 MAT (en)
- Type 79 Jyu-MAT (en)
- Type 87 Chu-MAT (en)
- Type 96 Multi-Purpose Missile System

### Pakistan
- Barq (en)
- Baktar Shikan (en)

### Royaume-Uni
- Red Planet
- Swingfire (retiré du service)

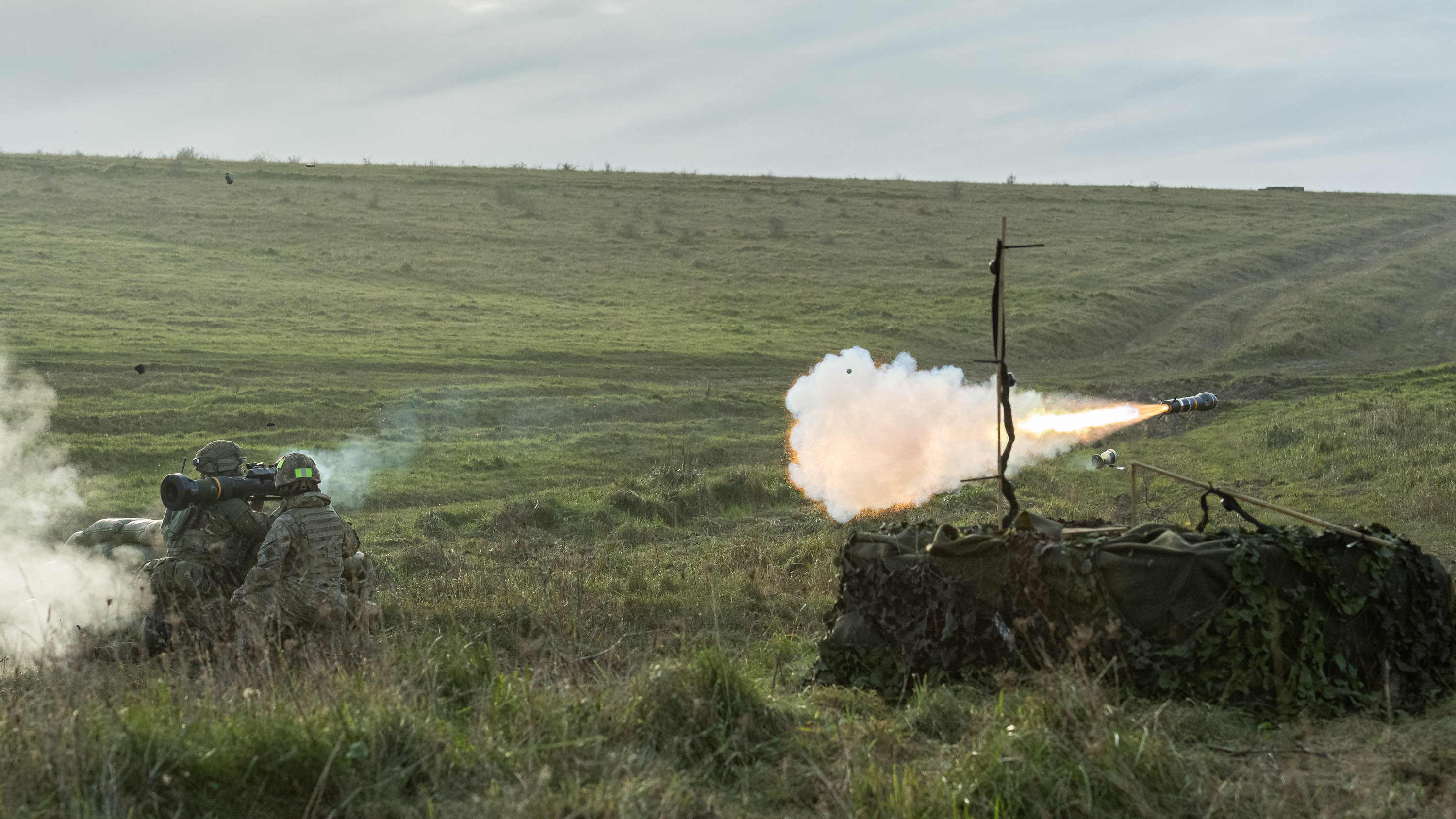
Tir de NLAW pendant un exercice à Salisbury Plain (Angleterre)

- Brimstone (utilisé par la Royal Air Force)
- Vickers Vigilant (retiré du service)

### Royaume-Uni/Suède
- NLAW

### Serbie
- Bumbar (en)
- ALAS

### Suède
- Bantam
- RBS 56 BILL (en)

### Suisse/Allemagne de l'Ouest
- Cobra (en)

### Turquie
- Karaok (en)
- UMTAS (en)
- OMTAS (en)
- Cirit (en)

### Ukraine
- RK-3 Corsar
- Barrière
- OMTAS (en)
- Skif/Stouhna-P

### Union soviétique/Russie

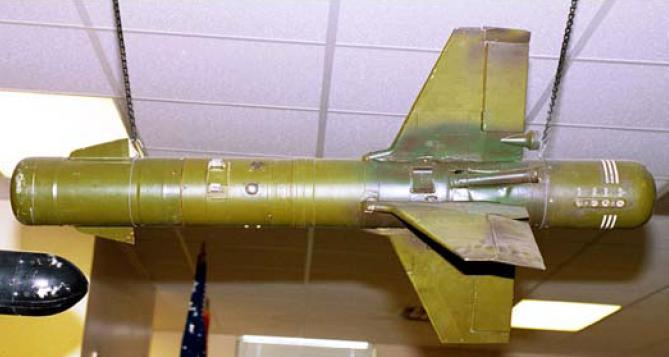
AT-2 Swatter.

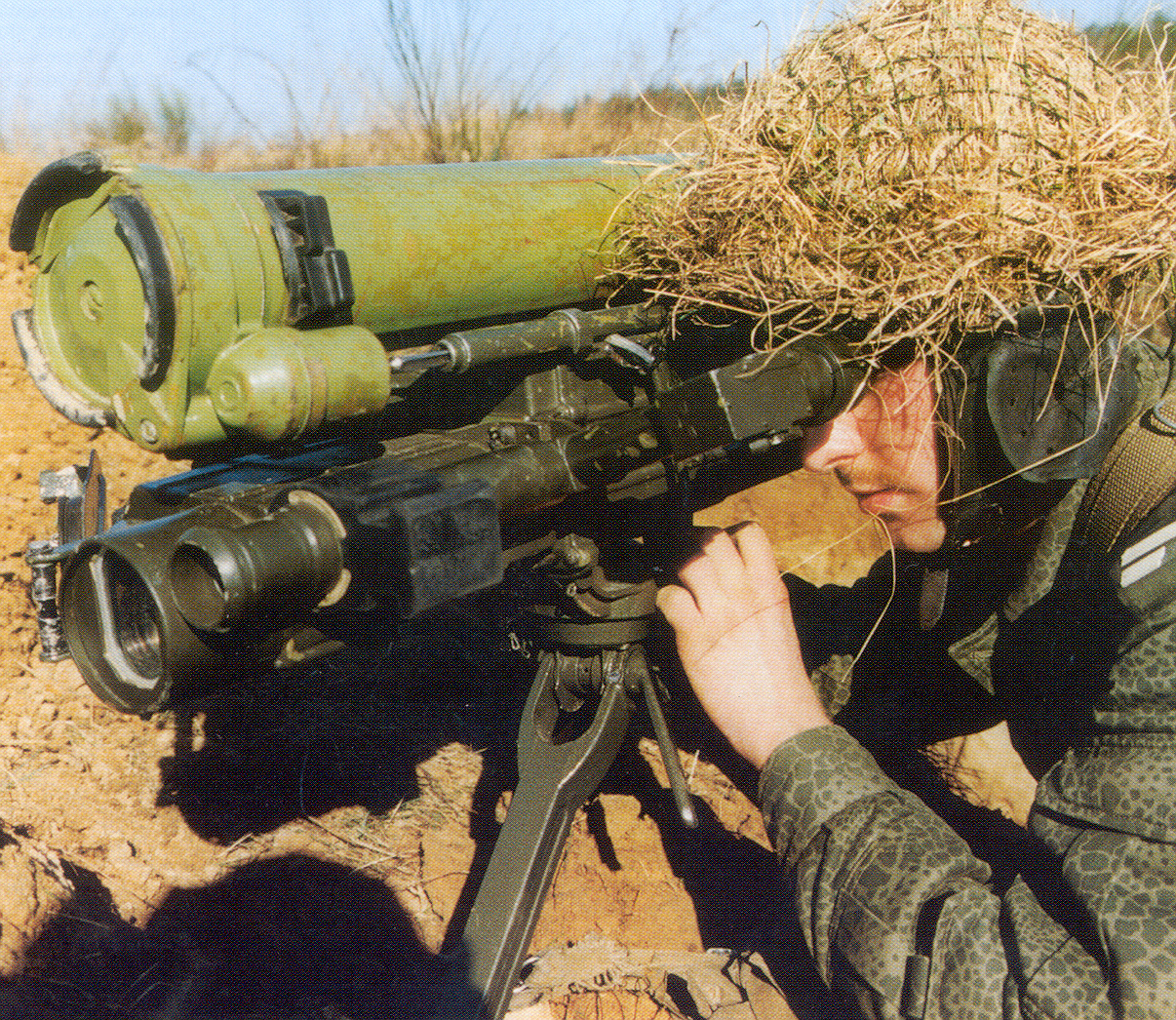
AT-7 Saxhorn.

- AT-1 Snapper (3M6 Shmel) - déployé sur les véhicules et hélicoptères
- AT-2 Swatter (en) (3M11 Falanga) - déployés sur les véhicules et hélicoptères
- AT-3 Sagger (9M14 Malyutka) - premier missile antichar portable
- AT-4 Spigot (9M111 Fagot) - missile antichar portable pouvant être également monté sur des véhicules
- AT-5 Spandrel (9M113 Konkurs) - missile antichar portable pouvant être également monté sur des véhicules
- AT-6 Spiral (9M114 Shturm) - missile antichar équipant les blindés et hélicoptères
- AT-7 Saxhorn (9M115 Metis) - missile antichar portable
- AT-8 Songster (en) (9M112 Kobra) - tiré depuis le canon, utilisé sur les chars T-64/T-72/T-80
- AT-9 Spiral-2 (9M120 Ataka)
- AT-10 Stabber (9M116 Bastion) - tiré depuis le canon, utilisé sur les chars T-64, T-72 / T-80, T-84 et T-90
- AT-11 Sniper (9M119M Svir / Refleks) - tiré depuis le canon, utilisé sur les chars T-64, T-72 / T-80, T-84 et T-90
- AT-12 Swinger (9M118 Sheksna) - utilisé sur les chars T-62
- AT-13 Saxhorn-2 (9M131 Metis-M) - missile antichar portable
- AT-14 Spriggan (9M133 Kornet)
- AT-15 Springer (9M123 Khrizantema) - missile antichar utilisé sur les blindés, entré en service en 2005 dans les forces armées russes
- AT-16 Scallion (9A1472? Vikhr / Vikhr-M?)